# Thomas Stockton
Thomas Stockton, född 1 april 1781 i New Castle i Delaware, död 2 mars 1846 i New Castle i Delaware, var en amerikansk politiker (whig). Han var Delawares guvernör från 1845 fram till sin död.
Stockton ligger begravd på Immanuel Churchyard i New Castle.